# 8740 Václav
8740 Václav este un asteroid din centura principală, descoperit pe 12 ianuarie 1998, de Klet.